# Isoxya cowani
Isoxya cowani là một loài nhện trong họ Araneidae.
Loài này thuộc chi Isoxya. Isoxya cowani được Arthur Gardiner Butler miêu tả năm 1882.